# Orchestre symphonique de Laval
L’Orchestre symphonique de Laval est un orchestre symphonique basé à Laval, la troisième plus grande ville du Québec (Canada). C'est l'un des plus importants organismes artistiques de la ville.

## Mission
Fondé en 1984, l’Orchestre symphonique de Laval est formé de cinquante-trois musiciens professionnels diplômés des conservatoires et universités du Québec. Au centre de toutes les actions de l'orchestre trouve le public. Leur premier mandat est d'offrir et faire entendre de façon conviviale la musique symphonique. Cette mission de proximité se reflète ainsi dans plusieurs actions pédagogiques : conférences du chef avant le concert, ateliers scolaires, matinées jeunesses.
L'orchestre mise aussi sur la jeunesse québécoise en conviant de jeunes solistes à se produire avec l'Orchestre, en offrant à des compositeurs des résidences en composition, en proposant des ateliers dans des écoles, notamment pour les jeunes du secondaire et en permettant à des jeunes de jouer en prélude aux concerts. Aussi, de multiples associations avec la communauté amènent les musiciens à jouer en petits ensembles dans des écoles, dans des résidences de personnes âgées, pour des lancements et autres.

## Chefs d'orchestre
Actuellement à la recherche d'un chef, l'orchestre a, par le passé, bénéficié du talent et du savoir-faire de :
- 1985 à 1987 : Gilbert Patenaude
- 1987 à 1988 : Marc Fortier
- 1988 à 1993 : Paul-André Boivin
- 1993 à 1995 : Jacques Lacombe
- 1995 à 2006 : Jean-François Rivest
- 2006 à 2022 : Alain Trudel
- 2022 : ?

## Compositeurs en résidence
Entre 2008 et 2017, l'orchestre a offert une résidence en composition à certains compositeurs :
- 2008 à 2013 : Tim Brady
- 2014-2017 : Nicolas Gilbert

## Les séries
L'Orchestre propose cinq séries de concerts distinctes lors de ses saisons : Les Grands concerts, Les Chambristes, le Festival Classique hivernal, Bébé Musique et les concerts d'été. Avec divers producteurs, l'Orchestre présente aussi plusieurs concerts hors-série chaque saison.

### Les Grands concerts
Chaque année, l'orchestre offre de six à huit concerts symphoniques à la salle André-Mathieu et à l'église Sainte-Rose-de-Lima. L'orchestre joue principalement sur le territoire lavallois, mais cherche aussi à rayonner en offrant des concerts aux communautés avoisinantes.

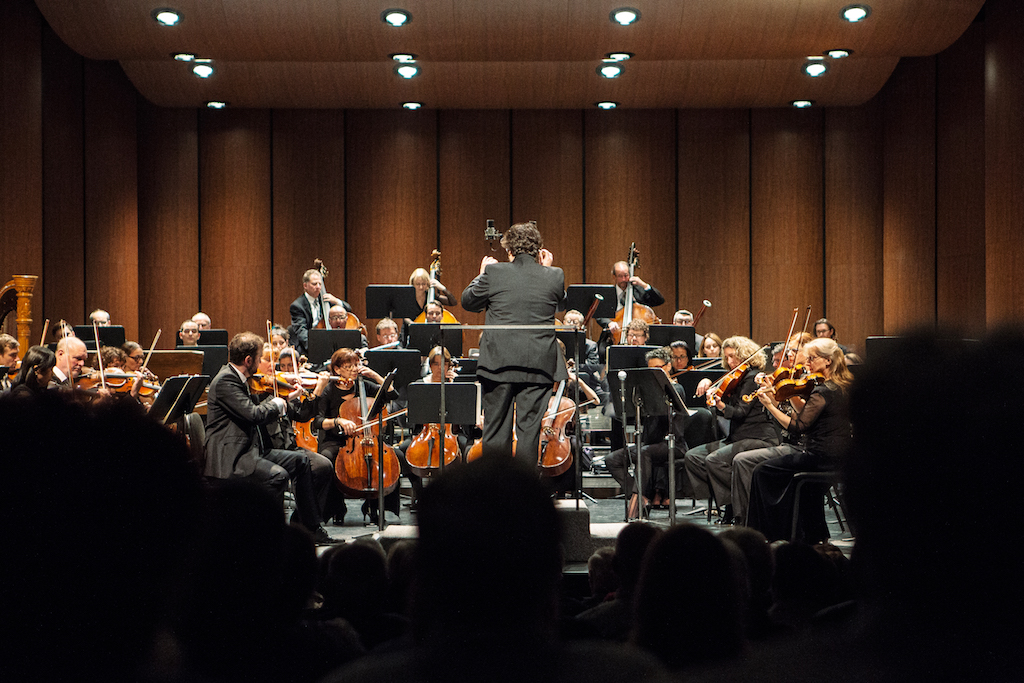
L'Orchestre symphonique de Laval à la Salle André-Mathieu, Laval

### Les Chambristes
Fondée lors de la saison 2009-2010, cette série de concerts a pour objectif de porter la musique au plus grand nombre. Ces concerts sont consacrés à la musique de chambre permettant à l'orchestre d'aller à la rencontre du public en offrant des concerts commentés, suivis d'un petit goûter que les musiciens partagent avec les mélomanes.

### Festival Classique hivernal
Présenté pour une première fois en 2020, ce festival a pour but d'offrir une myriade de concerts et d'activités en toujours vers le début février.

### Bébé Musique
En mars 2017, l'Orchestre symphonique de Laval a été le premier orchestre en Amérique du Nord à présenter une répétition générale aux bébés et à leurs parents! Tables à langer, coin allaitement, stationnement de poussettes : l'objectif de Bébé Musique est d'offrir un après-midi simple et hors de l'ordinaire à toute la famille! L'activité initie les poupons à la musique classique, dans une atmosphère accueillante et adaptée pour les jeunes parents. L'événement Bébé Musique est devenu, depuis la saison 2017-2018, la série Bébé Musique - cette initiative bébé-friendly est présentée deux fois par saison.

### Concerts d'été
L'Orchestre présente de deux à six concerts symphoniques chaque été, dans le cadre de divers festivals. À l'occasion des festivités du 50e anniversaire de la Ville de Laval à l'été 2015, plus de 10 000 personnes se sont déplacées pour entendre Marie-Josée Lord chanter avec l'Orchestre symphonique de Laval. Plus récemment, l'Orchestre a présenté plusieurs concerts dans le cadre des Zones musicales de la Ville de Laval. L'Orchestre collabore aussi régulièrement avec le Festival de Lanaudière (étés 2016 et 2018). Plusieurs concerts avec des plus petites formations de musiciens ont lieu lors de la saison estivale, notamment un traditionnel concert de cuivres dirigé par le chef et tromboniste Alain Trudel, présenté chaque été au Centropolis.

### Hors-série
L'Orchestre est régulièrement invité par plusieurs producteurs et d'autres organismes artistiques pour des concerts, notamment : le festival Montréal en lumière (février 2018), la Scène 1425 (concert symphonique avec l'auteur-compositeur interprète Karim Ouellet en février 2016), la Maison des arts de Laval, etc.

## Discographie
L'Orchestre symphonique de Laval a enregistré neuf disques jusqu'ici : trois avec le chef principal et directeur artistique de 2006 à 2022, Alain Trudel, cinq avec Jean-François Rivest, chef et directeur artistique de 1995 à 2006 et un avec Jacques Lacombe, directeur artistique de 1993 à 1995.
2022 : Symphonie Gaspésienne, Claude Champagne, Bartók, Kodály et Prévost. (direction Alain Trudel), étiquette ATMA Classique (Parution aoôt 2024)
2020 : Hommage à Jacques Hétu avec le pianiste Jean-Philippe Sylvestre (trombone et direction Alain Trudel), étiquette ATMA Classique (ACD2 2793)
2018 : Femmes - Verdi Puccini Massenet avec la soprano Marie-Josée Lord (direction Alain Trudel), étiquette ATMA Classique (ACD2 2758)
2015 : Ottorino Respighi : Il Tramonto avec la soprano Isabel Bayrakdarian (direction Alain Trudel), étiquette ATMA Classique (ACD2 2732)
2002 : Dvorák : Concerto pour violoncelle et Symphonie no 8 - Yegor Dyachkov, violoncelle et Jean-François Rivest, chef, étiquette Riche Lieu (SRC/CBC 29988)
2001 : Mozart : Concerto pour piano no 23 et Symphonie no 41 K 551 - Alain Lefèvre, piano et Jean-François Rivest, chef, étiquette Riche Lieu (SRC/CBC 29978)
2000 : Mendelssohn : Concertos pour piano - Ouvertures Les Hébrides et Songe d'une nuit d'été - Lucille Chung, piano et Jean-François Rivest, chef, étiquette Riche Lieu (29989)
2000 : La voix des Anges, Nos Noëls traditionnels avec Robert Marien et les Petits chanteurs de Trois-Rivières (direction Jean-François Rivest), étiquette Les Productions Richelieu (RIC2 9973)
1997 : Jean Sibelius, Judy Kang avec la violoniste Judy Kang (en) (direction Jean-François Rivest), étiquette Les Productions Richelieu (RIC2 9956)
1996 : Chi Il Bel Sogno (Quel beau rêve) avec la soprano Manon Feubel (direction Jacques Lacombe), CBC Records (SMCD-5156)